# Козлов, Михаил Данилович
Михаил Данилович Козлов (21 января 1915, Верхнее Турово, Воронежская губерния — 19 ноября 1991, Рязань) — советский военачальник, Военный лётчик 1-го класса, участник Великой Отечественной войны, Герой Советского Союза (23.02.1948). Генерал-майор авиации (18.02.1958).

## Биография
Михаил Козлов родился 21 января 1915 года в селе Верхнее Турово (ныне — Нижнедевицкий район Воронежской области). Окончил семь классов школы. С 1928 года проживал в Воронеже, где окончил школу фабрично-заводского ученичества при паровозоремонтном заводе в 1933 году. Работал слесарем на заводе имени Ленина. Окончил аэроклуб (учился в 1933—1935 гг.). В 1935 году Козлов был призван на службу в Рабоче-крестьянскую Красную Армию. В 1936 году он окончил Пермскую военную авиационную школу пилотов. С июля 1941 года — на фронтах Великой Отечественной войны. В августе 1943 года Козлов в первый раз был представлен к званию Героя Советского Союза, но представление было изменено на орден Ленина.
За время войны Козлов совершил 205 боевых вылетов на бомбардировку скоплений боевой техники и живой силы противника, его важных объектов. Конец войны гвардии майор Михаил Козлов встретил заместителем командира 15-го гвардейского бомбардировочного авиаполка 14-й гвардейской бомбардировочной авиадивизии 18-й воздушной армии.
Указом Президиума Верховного Совета СССР от 23 февраля 1948 года за «отвагу и геройство, проявленные в период Великой Отечественной войны», гвардии майор Михаил Козлов был удостоен высокого звания Героя Советского Союза с вручением ордена Ленина и медали «Золотая Звезда» за номером 8310.
Продолжал службу в Советской Армии. В 1950 году он окончил Высшую офицерскую лётно-тактическую школу командиров частей дальней авиации, в 1957 году — Высшую военную академию имени К. Е. Ворошилова. С 1958 года командовал 13-й гвардейской тяжелой бомбардировочной авиационной Днепропетровско-Будапештской ордена Суворова дивизией. С 1960 года по 1961 год командовал 73 тяжелой бомбардировочной авиационной дивизии в гарнизоне Украинка Амурской области. В 1962—1966 годах — начальник Рязанского лётного центра. 
В 1966 году генерал-майор авиации М. Д. Козлов был уволен в запас.
Проживал в Рязани. Умер 19 ноября 1991 года, похоронен на Скорбященском кладбище Рязани.
Был награждён двумя орденами Ленина, тремя орденами Красного Знамени, двумя орденами Отечественной войны 1-й степени, двумя орденами Красной Звезды, рядом медалей.